# Holmans Herred
Holmans Herred er herred i Vejle Amt. Det  var oprindelig en del af Jerlev Herred, og nævnes første gang  i 1329 som et eget herred under navn af Holmbomothæreth (~ Holmboernes møde eller tingsted; Herredet har sandsynligvis i sin tid været en holm for sig, adskilt ved Vejle Fjord, Rands Fjord og dalen som  Skærup Å løber i). I middelalderen hørte det  under Almindsyssel; Senere kom det under Koldinghus Len, og fra 1660 Koldinghus Amt, indtil det i 1793 kom under det da dannede Vejle Amt.
Holmans Herred var  den nordlige del af halvøen  mellem Vejle- og Kolding Fjord, og grænser mod nord og nordøst til Vejle Fjord, mod sydøst til  af Elbo Herred, fra hvilket det skilles ved Rands Fjord og Spangå, mod sydvest til  Brusk Herred  og mod vest til  Jerlev Herred og Vejle købstads jorder. Højeste punkt er Hathøj der er  91 moh.
I herredet ligger følgende sogne:
- Gauerslund Sogn
- Gårslev Sogn
- Mølholm Sogn (Ej vist på kort)
- Pjedsted Sogn
- Skærup Sogn
- Smidstrup Sogn
- Vinding Sogn